# سيكورسكي إس-434
سيكورسكي إس-434: (بالإنجليزية: Sikorsky S-434)‏ هي طائرة هليكوبتر خفيفة، تعمل بالطاقة التوربينة. وهي نسخة مطورة عن هليكوبتر من طراز سيكورسكي شفايتزر إس-333 (Schweizer S-333).

## التصميم والتطوير
طار النموذج الأولي من مروحية سيكورسكي إس-434 في يوم 18 ديسمبر 2008 في هورسهدس، نيويورك. وتطورت السيكورسكي إس-434 من المروحية إس-333، وتمتلك العديد من الميزات المتقدمة لمروحية أم كيو-8 فاير سكاوت. وتشترك في تصميم قمرة القيادة مع إس-333، والذي يتميز بمنح الطاقم قدرات بصرية جيدة جدا.
في 15 يونيو 2009، أعلنت سيكورسكي تسليم أول مروحيتين من طراز سيكورسكي إس-434 إلى وزارة الداخلية في المملكة العربية السعودية، من ما مجموع طلبية تتكون تسع طائرات. وفي عام 2012 اوقفت وزارة الداخلية السعودية العمل بهذه المروحية لعدم توفر قطع غيار لهذه النوع من الطائرات

## الطرازات
أستندت السيكورسكي إس-434 إلى التحسينات التي وضعت لمروحية أم كيو-8 بي (MQ-8B)، ومدعومة بمحرك عمود دوران توربيني واحد من نوع رولز رويس من طراز 250-سي 20 دبليو التوربيني وبقوة 320 حصان دوار.

## المشغلين
السعودية
- وزارة الداخلية في المملكة العربية السعودية [4]

لقد اوقفت وزارة الداخلية السعودية العمل بهذه المروحية في عام 2012 م

## المواصفات (إس-434)
سيكورسكي ® شفايتزر ™ S-434 ™ مروحية [4]
- الارتفاع الكلي، الموسعة: 11.00 قدم (3.35 م)
- الارتفاع الكلي، مضغوط: 10.49 قدم (3.20 م)
- الطول الكلي: 30.83 قدم (9.40 م)
- الهبوط العرض فقي، الموسعة: 6.29 قدم (1.92 م)
- الهبوط العرض فقي، مضغوط: 7.00 قدم (2.13 م)
- عرض المقصورة على مقعد: 67.6 بوصة (172 سم)
- ارتفاع المقصورة في المقعد: 53.3 بوصة (135 سم)
- سعة خزان الوقود، جت إيه : 84.00 جالون (317.97 لتر)
- الوزن فارغة الأساسية، تقريبي: 1345 رطل (610،08 كغم)
- الوزن الإجمالي، الفئة العادية: 2900 رطل (1،315 كلغ)
- الوزن الإجمالي، مع الحمولة الخارجية: 3200 رطل (1،451.49 كغم)
- الحمولة المفيدة، مع الحمولة الخارجية: 1855 رطل (841،41 كغم)

المحرك التوربيني
- رولز رويس 250-C20W، الاسمية تصنيف الطاقة: 420 SHP (313.19 كيلوواط)
- الطاقة القصوى الإقلاع، S-434 التطبيق المحدود: 320 SHP (238.62 كيلوواط)
- الطاقة القصوى المستمر، S-434 التطبيق المحدود: 280 SHP (208.80 كيلوواط)

الدوار الرئيسي
- 4 شفرات، 471 دورة في الدقيقة الاسمية
- قطر: 27.51 قدم (8.38 م)
- منطقة القرص الفعالة: 792 قدم مربع (73.58 مترا مربعا)

دوار الذيل
- * قطر: 4.25 قدم (1.29 م)

## وصلات خارجية
- S-434 page on Sikorsky.com صفحة مروحية إس-434 على Sikorsky.com